# Филимонов Іван Миколайович
Іва́н Микола́йович Филимо́нов (* 23 грудня 1890, Москва — † 12 лютого 1966, там само) — російський невролог, невропатолог, нейроанатом, дійсний член Академії медичних наук СРСР (1960), заслужений діяч науки РРФСР.

## Біографічні дані
У 1914 році Іван Филимонов закінчив медичний факультет Московського університету. Учень Григорія Россолімо.
Один із організаторів Інституту досліджень мозку В. І. Леніна АМН СРСР, з 1927 року до 1966 року — заступник директора, керівник морфологічного сектора інституту мозку та одночасно завідувач кафедр нервових хвороб Українського психоневрологічного інституту в Харкові (1932–1936), Третього, а потім у 1936–1941 роках — Другого медичних інститутів у Москві.

## Наукова діяльність
Филимонов став одним із основоположників еволюційної нейроморфології в СРСР. Його праці присвячені вивченню структури та розвитку різних ділянок кори головного мозку в порівняльному ряду тварин та людини, особливостей ембріонального розвитку головного мозку та архітектоніки його кори.
Іван Филимонов запропонував класифікацію формацій кори великих півкуль головного мозку, концепцію мультифункціональності кіркових структур та їх варіабельності (мінливості) у людини та тварин. Зробив значний внесок у розвиток вчення про локалізацію функцій, клініко-морфологічне та клініко-фізіологічне дослідження центральної нервової системи.
Цей учений дослідив ураження мозку, що дістало назву синдром Филимонова. Це поєднання млявої тетраплегії з центральним паралічем м'язів, іннервованих черепними нервами, у тому числі трійчастим, лицьовим, язикоглотковим, блукаючим та під'язиковим нервами, при цілковитому збереженні свідомості та функції окорухового, блокового, відвідного та додаткового нервів; спостерігається при двосторонньому ураженні основи мосту мозку в його середній третині.
Филимонов переконливо довів, що функціональні поля, які відповідають за зір, слух і нюх, збігаються з морфологічними. Тобто, наприклад, у талановитих художників зорове поле в кілька разів більше, ніж у людей, що не мають такого обдарування. Потім, дослідивши в 1930-х роках на замовлення ВКП(б) мозок померлих людей різних націй і рас (європеоїди, грузини, поляки, євреї), довів наявність в них індивідуальної мінливості. У 1949 році Іван Филимонов подав свій поділ кори головного мозку людини, запровадивши додаткові дільниці до класифікації Бродманна:
- Потилична дільниця (поля Бродманна 17, 18, 19)
- Тім'яна нижня дільниця (39, 40)
- Тім'яна верхня дільниця (5, 7)
- Позацентрова дільниця (3, 3/4, 1, 2, 43)
- Передцентрова дільниця (4, 6)
- Лобова дільниця (8, 8/6, 9, 9/8, 10, 10/9, 11, 12, 32, 32/8, 32/9, 32/10, 32/12, 44, 45, 46, 47)
- Скронева дільниця (20, 20/38, 21, 21/38, 22, 22/38, 37, 41, 41/42, 42, 51, 52)
- Острівна дільниця (13, 14)
- Лімбічна дільниця (23, 23/24, 24/32, 25, 31, 31/32)

2 березня 1953 року Іван Филимонов, як один із провідних неврологів країни, залучився до лікування йосипа Сталіна, у якого стався інсульт на Кунцевській Ближній дачі. Филимонов належав до складу консиліуму та комісії, підписував усі бюлетені про стан здоров'я Сталіна і висновок про причину його смерті, яка сталася о 21 годині 50 хвилин 5 березня 1953 року.
Іван Филимонов помер у Москві 1966 року і похований на Новому Донському кладовищі.

## Нагороди
- Орден Леніна
- Медалі СРСР

## Вибрані наукові праці
Автор праць з питань цитоархітектоніки головного мозку, епілепсії, атетозу, умовних рефлексів, м'язового тонусу та ін.
- Die pathologischen und normalen Abwehrreflexe und die anatomischen Bedingungen ihrer Entstehung und Steigerung. Zeitschrift für die gesamte Neurologie und Psychiatrie 78, ss. 219—231, 1922
- Zur Lehre über die Verteilung der Störungen der Schweissabsonderung bei organischen Erkrankungen des Nervensystems. Zeitschrift für die gesamte Neurologie und Psychiatrie 86, ss. 181—193, 1923
- Zur Lehre von der sogenannten transcorticalen motorischen Aphasie. Zeitschrift für die gesamte Neurologie und Psychiatrie 86, ss. 194—210, 1923
- Das extrapyramidale motorische System und die metameren Funktionen. Zeitschrift für die gesamte Neurologie und Psychiatrie 88, ss. 89-127, 1924
- Klinische Beiträge zum Tonus-problem. Zeitschrift für die gesamte Neurologie und Psychiatrie 96 (1), ss. 368—421, 1925 doi:10.1007/BF02896526
- Zur embryonalen und postembryonalen Entwicklung der Großhirnrinde des Menschen. J. Psychol. Neur. 39, ss. 323—389, 1929
- Атлас большого мозга человека и животных. Под ред. С. А. Саркисова и И. Н. Филимонова. М.: Издание Гос. Института мозга, 1937
- Сравнительная анатомия коры большого мозга млекопитающих. Академия медицинских Наук СССР, 1949
- Сравнительная анатомия большого мозга рептилий. Изд-во Академии наук СССР, 1963
- Избранные труды. Медицина, 1974
- Анатомия и гистология нервной системы. 1955